# Apeadero de Seiça-Ourém
El Apeadero de Seiça-Ourém es una estación de la línea del Norte perteneciente a la red de convoyes regionales de la CP. Se localiza en la localidad de Seiça.

## Características

### Localización y accesos
Se encuentra junto a la localidad de Ourém.

### Servicios
Esta plataforma es utilizada por los servicios regionales de la línea del norte, de la red de convoyes de Portugal de la operadora Comboios de Portugal.